# Граффитизм
Граффити́зм (англ. graffiti art) — течение в современном искусстве 1970—80-х годов, возникшее в Америке. Характеризуется переносом приёмов и образов граффити в станковую живопись и графику.
Отличительными особенностями данного направления являются буйная фантазия и яркая самобытность, перекликающиеся с элементами городской субкультуры, искусством этнических групп. 

## Художники
- Жан-Мишель Баския
- Бэнкси
- Кит Харинг
- Кенни Шарф
- Джон Матос[англ.]
- Леонар Макгар
- Крис Эллис
- Энтони Уан